# 四害駆除運動

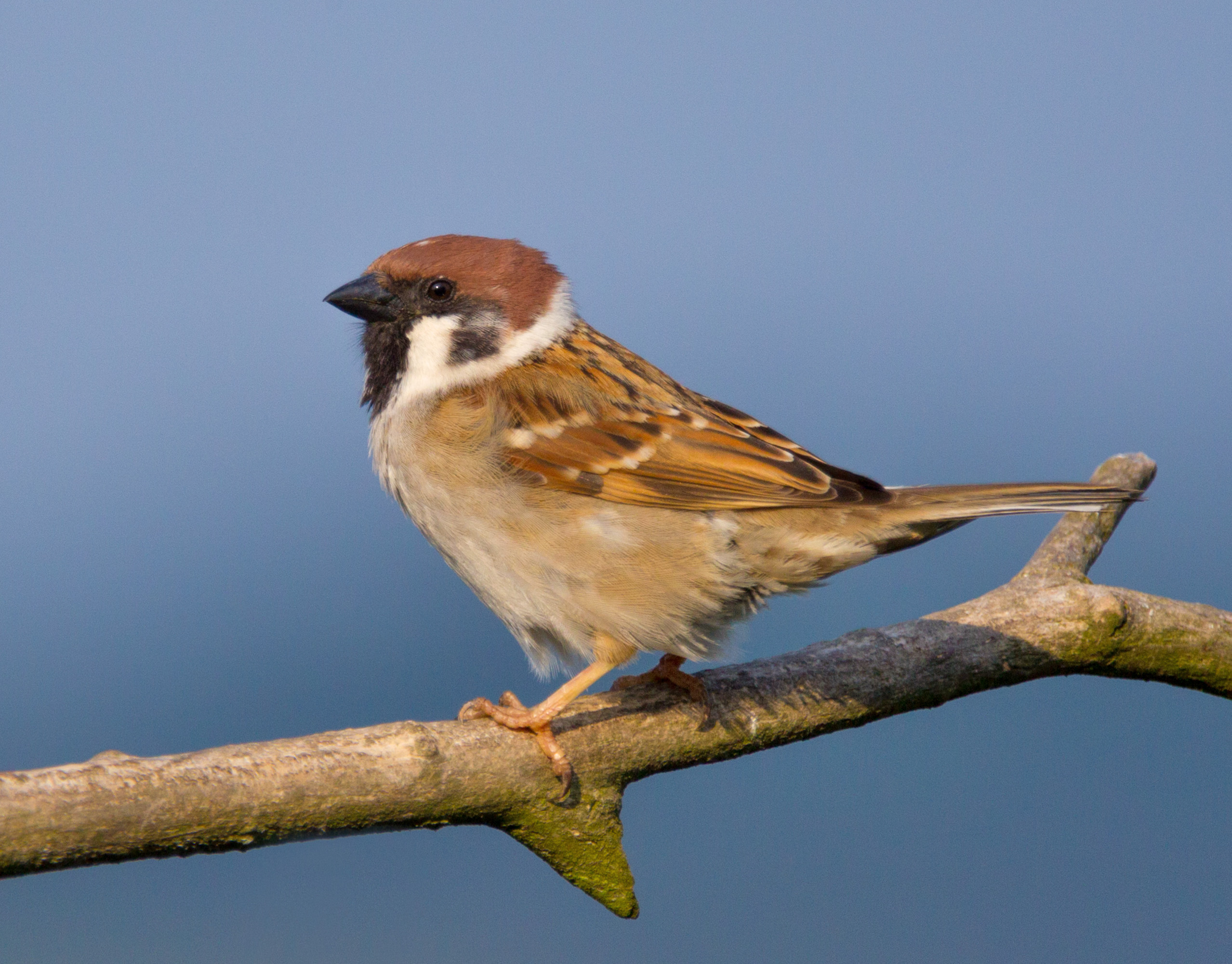
四害の中でも駆除の最大の対象となった、スズメ。

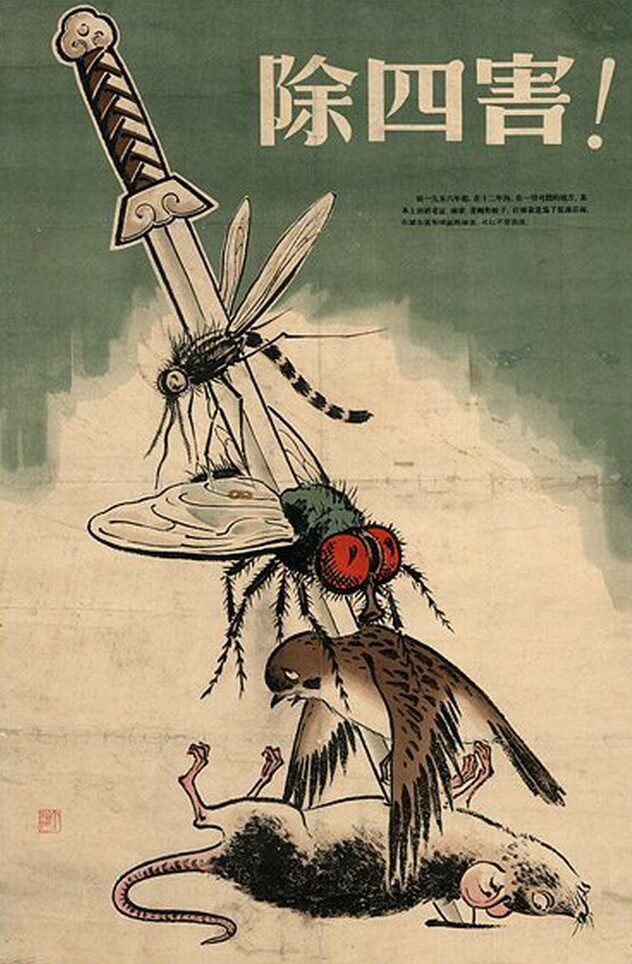
1958年のポスター。

四害駆除運動（簡体字: 除四害, 拼音: Chú Sì Hài）とは、1958年から1962年にかけて実施された毛沢東が主導する中華人民共和国の大躍進政策において最初にとられた行動の1つである。
駆除の対象となった四害とは、すなわち、ネズミ・ハエ・蚊・スズメのことである。
スズメ絶滅の試みは、スズメ打倒運動（簡体字中国語: 打麻雀运动, 拼音: Dǎ Máquè Yùndòng）またはスズメ撲滅運動（簡体字中国語: 消灭麻雀运动, 拼音: Xiāomiè Máquè Yùndòng）とも呼ばれ、深刻な生態系の不均衡とその結果としての中華人民共和国大飢饉をもたらした。1960年、毛沢東はスズメ撲滅運動を終わらせ、第4の焦点をトコジラミに変更した。

## 運動
「四害」駆除運動は、毛沢東が1958年に導入した衛生キャンペーンであり、マラリアの原因となる蚊、ペストを蔓延させるネズミ、空気中に蔓延するハエ、そして伝染病を媒介し穀物の種子や果実を食害するスズメ属、中でもユーラシアスズメ（学名：Passer Montanus）を撲滅することを目的としていた。中国共産党政府はまた、鳥は資本主義の象徴である旨を宣言した。
市民は鍋・フライパン・バケツ・洗面器といった音の鳴る物を叩いて、スズメが木の枝で休む隙を与えず、空から死んで落ちるようにした。スズメの巣も破壊され、卵は割られ、雛が殺された。これらの戦術に加えて、市民はまた、飛んでいる鳥の射殺も実施した。
これらの大量攻撃によってスズメの個体数は減少し、絶滅寸前まで追い込まれた。さらに、企業（zh:国有企业・zh:公司）・政府機関・学校の間で清浄コンテストが開催された。ネズミの尾、ハエや蚊の死骸、スズメの死骸を最も多く提出した者には、名誉的報酬が与えられた。
先週のある日の未明、北京でスズメの鏖殺が始まり、田舎では数ヶ月前から撲滅運動が続いていた。スズメに対する駆除の根拠は、他の中国の住民と同様に、彼らは空腹であるからということである。スズメは、倉庫や水田で、1羽あたり年間4ポンドの穀物をついばんでいると公に批判されている。そして、数個師団の兵士が北京の通りに展開し、ゴム底のスニーカーで足音を消していた。高襟のチュニック（人民服）を着た学生や公務員、鍋やフライパン、おたまやスプーンを持った学童たちが静かに持ち場に着いた。ラジオの北京放送によると、総勢３百万人であった。—『タイム』 (1955年5月5日)、
一部のスズメは、治外法権となっている国内のさまざまな在外公館の敷地内に逃げ込んだ。北京のポーランド大使館職員は、そこに隠れているスズメを追い払うために大使館敷地に入りたいという共産党政府の要求を拒否したが、その結果大使館は太鼓を持った人々に包囲された。2日間の絶え間ない騒音の後、ポーランド大使館職員はシャベルを使用して大使館のスズメの死骸を処分しなければならなかった。

## 影響
運動中は、転落や銃の誤射による事故が多発し、仕掛けられた毒入りの餌により多くの他の動物が巻き添えで死んだ。チベットでは、チベット仏教の教えから殺戮を拒み、監禁・自死を選ぶラマ僧が現れた。
1960年4月までに、スズメは穀物だけでなく多くの昆虫を食べていると指摘した鳥類学者の鄭作新の影響を受けて、指導者たちは意見を改めた。撲滅運動後のコメの収穫量は、増加するどころか、大幅に減少した。スズメを駆除することで生態バランスが崩れ、天敵のいなくなった虫が農作物を荒らすことに気づいた毛沢東は、スズメ撲滅運動の停止を命じて今度は「益鳥」として"名誉回復"し、対象をトコジラミに変更した。
しかし、もはや手遅れであった。それらを食べるスズメがほとんどいなくなったため、個体数が急増したワタリバッタは国中を襲い、大躍進政策によってすでに引き起こされた、広範囲にわたる森林伐採や毒物や農薬の誤用などの生態学的問題をますます悪化させた。さらに人民公社が野生動物を食用として捕まえるためにデメトン・ジメドンや劇薬を使用したために（劇薬で汚染された食物は、中毒を引き起こした）本来の目的である殺虫剤としての在庫を欠乏させており、畑はズイムシ・ヨコバイ・ワタキバガ・ハダニなどの害虫の天国となったのである。生態学的な不均衡は、同じく大躍進政策によって引き起こされ、1500万から4500万人が飢餓で亡くなった中華人民共和国大飢饉をさらに悪化させたと考えられている。
中国政府は最終的に、ソビエト連邦から25万羽のスズメを輸入して、個体数を補充する羽目になった。

## 蘇った四害駆除運動
文化大革命を主導した、江青・張春橋・姚文元・王洪文（四人組）が逮捕されると、中国各紙は「除四害」という言葉を使って報じた。
1998年6月19日、重慶の南西農業大学で「四害を駆除する」というポスターが見つかった。世帯の95パーセントが四害の駆除を命じられたが、今度はスズメがゴキブリに置き換えられている。同様のキャンペーンが1998年の春に北京でも見受けられた。多くの人はもともとこれらの四害、特にゴキブリを殺す習慣を持っていたため、実質的な影響はなかった。
2007年の全人代では、北京五輪の開催までに撲滅すべき「新四害」として、「喫煙、路上へのツバ吐き、列への割り込み、大声でののしる行為」が挙げられた。